# Lontay László
Lontay László (Szombathely, 1920. február 17. – Budapest, 1975. december 6.) újságíró, műfordító.

## Élete
Az Eötvös József Collegium hallgatója volt, olasz–német–francia szakos tanári és bölcsészdoktori diplomát szerzett. 1943 és 1953 közt a Külügyminisztérium sajtóosztálya munkatársa volt. 1953 és 1957 közt a Magyar Nemzet, 1957-ben az Esti Hírlap belső munkatársa lett. 1958-tól az Akadémiai Kiadó Szótárszerkesztőségénél dolgozott, ezután az Európa Könyvkiadó szerkesztője, az Idegennyelvű Könyvszemle című lap főszerkesztője lett.
1971-től egészen haláláig az Akadémiai Kiadó Lexikonszerkesztőségében dolgozott. 1950-ben kezdett publikálni, esszéit és kritikáit a kor irodalmi lapjai közölték. Csaknem húsz éven át volt a Nagyvilág külső munkatársa, a lapban fordításokat, tanulmányokat, könyvismertetéseket publikált. Magyarra fordította Jean-Pierre Chabrol, Victor Hugo, Curzio Malaparte, Cesare Pavese, Federico de Roberto, Italo Svevo, Stendhal, Émile Zola és mások munkáit. A Galaktikában több tudományos-fantasztikus jellegű tanulmánya jelent meg.

## Válogatott fordításai
- Knut Hamsun: Éhség (Európa, 1965)
- Astrid Lindgren: Az ifjú mesterdetektív (Móra, 1971)
- Curzio Malaparte: Kaputt (Európa, 1975)
- Émile Zola: Termékenység (Európa, 1965)
- Stendhal: A szerelemről / Napóleon élete (Magyar Helikon, 1969)
- Jean-Pierre Chabrol: Isten bolondjai (Európa, 1963)
- Giuseppe Cocchiara: Az európai folklór története (Gondolat, 1962)
- Federico de Roberto: Az alkirályok (Európa, 1965)